# Шрампе
Шрампе (нем. Schrampe) — община в Германии, в земле Саксония-Анхальт. 
Входит в состав района Зальцведель. Подчиняется управлению Арендзее-Кальбе.  Население составляет 313 человек (на 31 декабря 2006 года). Занимает площадь 13,17 км².